# Mona Barthel
Mona Barthel (ur. 11 lipca 1990 w Bad Segeberg) – niemiecka tenisistka, córka Wolfganga Barthela.

## Kariera tenisowa
Swój pierwszy turniej ITF rozegrała w 2007 roku we Frinton, w którym przebiła się do turnieju głównego z kwalifikacji, by w ćwierćfinale przegrać z Jade Curtis. Rok później, w 2008 roku, osiągnęła finał tego samego turnieju, w którym przegrała z Tarą Moore oraz finał turnieju w Gausdal, gdzie przegrała z rodaczką Svenją Weidemann. W Gausdal, razem z partnerką Svenją Weidemann, grała także w finale gry deblowej, ale przegrała w nim z parą Tegan Edwards i Marcella Koek. Pierwsze zwycięstwo w turnieju ITF odniosła w styczniu 2010 roku, we Wrexham, pokonując w finale Anne Kremer z Luksemburga. W kwietniu 2010 roku, na turnieju w Torhout, zdobyła tytuł zarówno w grze singlowej (zwyciężając Rebeccę Marino), jak i w deblowej, gdzie z partnerką Justine Ozga wygrała z parą Hana Birnerova i Jekatierina Byczkowa.
W czerwcu 2010 roku zagrała po raz pierwszy w karierze w kwalifikacjach do turnieju wielkoszlemowego Wimbledon, ale odpadła w pierwszej rundzie. Takim samym skutkiem zakończyły się eliminacje do US Open. W maju 2011 roku, po przejściu eliminacji do French Open, w których pokonała takie zawodniczki jak: Waleria Sawinycz, Laura Siegemund i Regina Kulikowa odpadła w drugiej rundzie, po przegranej z Anastasiją Pawluczenkową. Tydzień później wygrała kwalifikacje do turnieju WTA – E-Boks Danish Open w Kopenhadze, a w fazie głównej dotarła do półfinału, pokonując po drodze Alexę Glatch, Barborę Záhlavovą-Strýcovą i Bethanie Mattek-Sands. W półfinale przegrała z Caroline Wozniacki, późniejszą triumfatorką tego turnieju. Kontynuacją udanych występów były wygrane kwalifikacje do Wimbledonu, w których zwyciężyła z Alexandrą Cadanțu, Waleriją Sawinych i Estrellą Cabezą Candelą, natomiast w turnieju głównym przegrała w pierwszej rundzie z Elena Baltachą. Udane występy pozwoliły jej na osiągnięcie pierwszej setki światowego rankingu a to z kolei, na udział w US Open bez rozgrywania kwalifikacji. W pierwszej rundzie turnieju wygrała z Maríą José Martínez Sánchez, a w drugiej przegrała z Chanelle Scheepers.
W styczniu 2012 roku wygrała swój pierwszy turniej, Moorilla Hobart International w australijskim Hobart, zaliczany do cyklu WTA, pokonując w finale Belgijkę Yaninę Wickmayer. Zagrała potem w Australian Open, w którym wygrała dwie pierwsze rundy, pokonując Anne Keothavong i Petrę Cetkovską, a przegrała trzecią z Wiktoryją Azaranką, późniejszą triumfatorką turnieju.
W styczniu 2013 roku ponownie awansowała do finału w Hobart, lecz tym razem uległa Jelenie Wiesninie 3:6, 4:6. Podczas zawodów w Paryżu zdołała awansować do finału singla, w którym pokonała Sarę Errani 7:5, 7:6(4). Pod koniec kwietnia w Stuttgarcie odniosła pierwsze w karierze deblowe zwycięstwo w zawodach WTA Tour. Razem z partnerującą jej Sabine Lisicki pokonały w finale Bethanie Mattek-Sands i Sanię Mirzę wynikiem 6:4, 7:5.
W lipcu 2014 roku awansowała do finału zawodów WTA International Series w Båstad, w którym pokonała Chanelle Scheepers 6:3, 7:6(3). We wrześniu razem z Mandy Minellą osiągnęła finał zawodów deblowych w Seulu, jednak zawodniczki przegrały w nim 3:6, 3:6 z Larą Arruabarreną i Iriną-Camelią Begu.
W 2015 roku Niemka ponownie osiągnęła finał w Båstad, lecz tym razem przegrała w nim 3:6, 6:7(2) z Johanną Larsson.

## Finały turniejów WTA
| Legenda                     | Legenda |
| --------------------------- | ------- |
| Wielki Szlem                |         |
| Igrzyska olimpijskie        |         |
| WTA Tour Championships      |         |
| 2009 – 2020                 |         |
| WTA Premier Mandatory       |         |
| WTA Premier 5               |         |
| WTA Premier                 |         |
| WTA International Series    |         |
| WTA 125K series (2012–2020) |         |
| od 2021                     |         |
| WTA 1000 (obowiązkowe)      |         |
| WTA 1000 (nieobowiązkowe)   |         |
| WTA 500                     |         |
| WTA 250                     |         |
| WTA 125                     |         |

### Gra pojedyncza 7 (4–3)
| Końcowy wynik | Nr | Data                 | Turniej    | Nawierzchnia  | Przeciwniczka      | Wynik finału     |
| ------------- | -- | -------------------- | ---------- | ------------- | ------------------ | ---------------- |
| Zwyciężczyni  | 1. | 14 stycznia 2012     | Hobart     | Twarda        | Yanina Wickmayer   | 6:1, 6:2         |
| Finalistka    | 1. | 12 stycznia 2013     | Hobart     | Twarda        | Jelena Wiesnina    | 3:6, 4:6         |
| Zwyciężczyni  | 2. | 3 lutego 2013        | Paryż      | Twarda (hala) | Sara Errani        | 7:5, 7:6(4)      |
| Zwyciężczyni  | 3. | 20 lipca 2014        | Båstad     | Ceglana       | Chanelle Scheepers | 6:3, 7:6(3)      |
| Finalistka    | 2. | 19 lipca 2015        | Båstad     | Ceglana       | Johanna Larsson    | 3:6, 6:7(2)      |
| Finalistka    | 3. | 25 października 2015 | Luksemburg | Twarda (hala) | Misaki Doi         | 4:6, 7:6(7), 0:6 |
| Zwyciężczyni  | 4. | 6 maja 2017          | Praga      | Ceglana       | Kristýna Plíšková  | 2:6, 7:5, 6:2    |

### Gra podwójna 4 (3–1)
| Końcowy wynik | Nr | Data                 | Turniej    | Nawierzchnia   | Partnerka          | Przeciwniczki                                  | Wynik finału   |
| ------------- | -- | -------------------- | ---------- | -------------- | ------------------ | ---------------------------------------------- | -------------- |
| Zwyciężczyni  | 1. | 28 kwietnia 2013     | Stuttgart  | Ceglana (hala) | Sabine Lisicki     | Bethanie Mattek-Sands Sania Mirza              | 6:4, 7:5       |
| Finalistka    | 1. | 21 września 2014     | Seul       | Twarda         | Mandy Minella      | Lara Arruabarrena Irina-Camelia Begu           | 3:6, 3:6       |
| Zwyciężczyni  | 2. | 25 października 2015 | Luksemburg | Twarda (hala)  | Laura Siegemund    | Anabel Medina Garrigues Arantxa Parra Santonja | 6:2, 7:6(2)    |
| Zwyciężczyni  | 3. | 28 kwietnia 2019     | Stuttgart  | Ceglana (hala) | Anna-Lena Friedsam | Anastasija Pawluczenkowa Lucie Šafářová        | 2:6, 6:3, 10–6 |

## Finały turniejów WTA 125

### Gra pojedyncza 1 (0–1)
| Końcowy wynik | Nr | Data            | Turniej | Nawierzchnia | Przeciwniczka | Wynik finału |
| ------------- | -- | --------------- | ------- | ------------ | ------------- | ------------ |
| Finalistka    | 1. | 9 września 2018 | Chicago | Twarda       | Petra Martić  | 4:6, 1:6     |

### Gra podwójna 2 (1–1)
| Końcowy wynik | Nr | Data             | Turniej | Nawierzchnia | Partnerka         | Przeciwniczki                 | Wynik finału |
| ------------- | -- | ---------------- | ------- | ------------ | ----------------- | ----------------------------- | ------------ |
| Zwyciężczyni  | 1. | 8 września 2018  | Chicago | Twarda       | Kristýna Plíšková | Asia Muhammad Maria Sanchez   | 6:3, 6:2     |
| Finalistka    | 1. | 22 sierpnia 2021 | Chicago | Twarda       | Hsieh Yu-chieh    | Eri Hozumi Peangtarn Plipuech | 5:7, 2:6     |

## Wygrane turnieje rangi ITF
| turnieje z pulą nagród 100 000 $ |
| turnieje z pulą nagród 75 000 $  |
| turnieje z pulą nagród 50 000 $  |
| turnieje z pulą nagród 25 000 $  |
| turnieje z pulą nagród 15 000 $  |
| turnieje z pulą nagród 10 000 $  |

### Gra pojedyncza
|    | Data       | Turniej             | Kat. | ($)    | Naw.   | Finalistka         | Wynik            |
| 1. | 24/01/2010 | Wrexham             | ITF  | 10 000 | twarda | Anne Kremer        | 6:1, 6:1         |
| 2. | 11/04/2010 | Torhout             | ITF  | 50 000 | twarda | Rebecca Marino     | 2:6, 6:4, 6:2    |
| 3. | 23/01/2011 | Andrézieux-Bouthéon | ITF  | 25 000 | twarda | Stephanie Vogt     | 6:3, 3:6, 6:4    |
| 4. | 18/09/2011 | Mestre              | ITF  | 50 000 | ziemna | Garbiñe Muguruza   | 7:5, 6:2         |
| 5. | 25/09/2011 | Shrewsbury          | ITF  | 75 000 | twarda | Heather Watson     | 6:0, 6:3         |
| 6. | 27/11/2022 | Pétange             | ITF  | 25 000 | twarda | Darija Snihur      | 7:6(2), 6:2      |
| 7. | 26/11/2023 | Urtijëi             | ITF  | 25 000 | twarda | Diāna Marcinkēviča | 6:2, 6:7(6), 6:4 |
| 8. | 02/11/2024 | Hamburg             | ITF  | 75 000 | twarda | Sonay Kartal       | 6:4, 7:6(6)      |